# نيستور فابيان مورايس
نيستور فابيان مورايس (بالإسبانية: Néstor Fabián Morais)‏ هو لاعب كرة قدم أوروغواني في مركز الهجوم، ولد في 6 مارس 1980 في مونتفيدو في الأوروغواي. لعب مع أتليتيكو بروغريسو ‏.

## وصلات خارجية
- نيستور فابيان مورايس على موقع قاعدة بيانات كرة القدم.إي يو (الإنجليزية)
- نيستور فابيان مورايس على موقع Soccerway.com (الإنجليزية)